# 图尔卡纳语
图尔卡纳语（Turkana）是肯尼亚圖爾卡納人使用的语言，該語言主要通行於肯尼亚西北部图尔卡纳湖西部的圖爾卡納郡。它是东尼罗河语言之一，該語言与乌干达、南苏丹境內的某些語言密切相關，这些语言共同构成了特索-图卡纳语群。